# 120 Collins Street

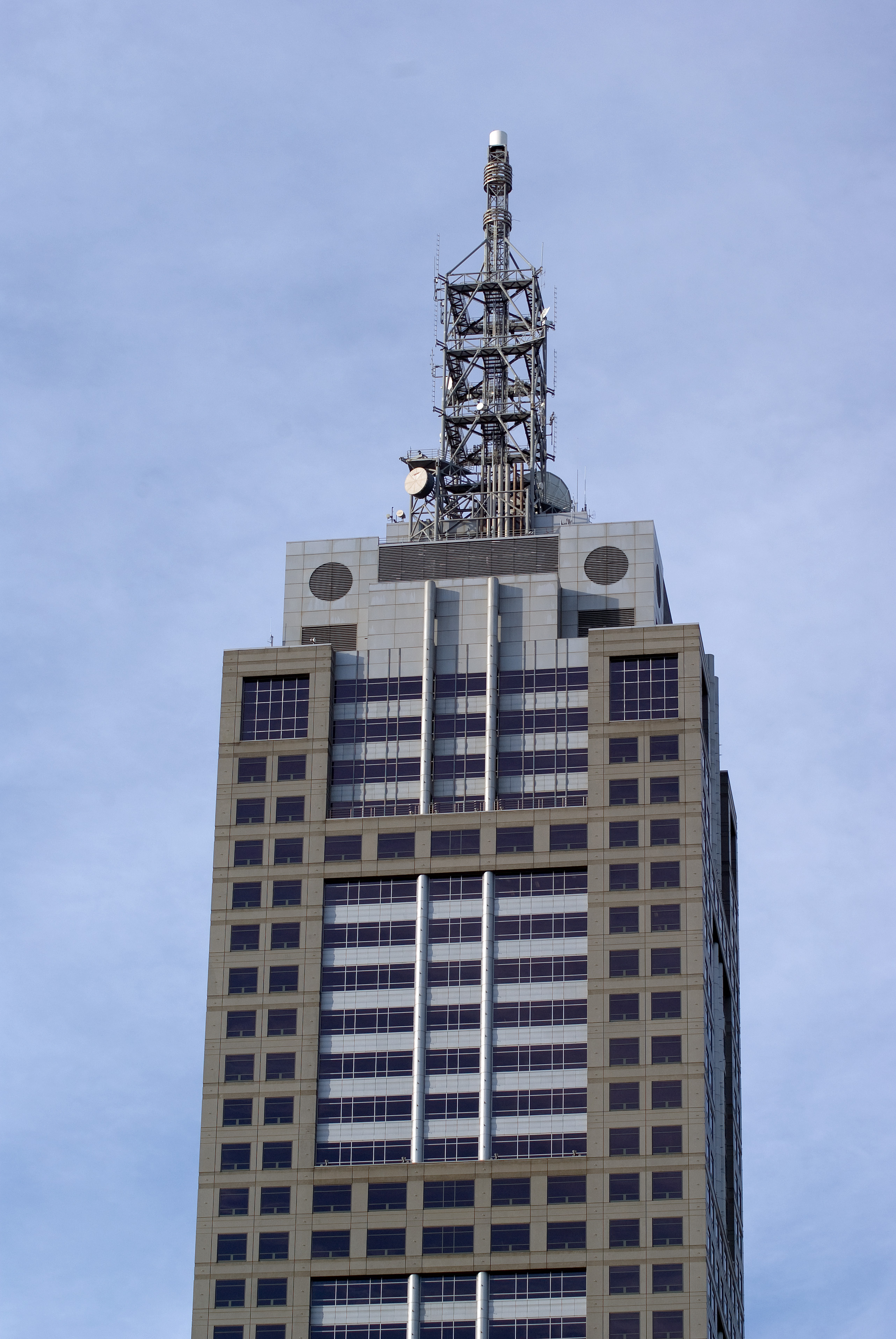
Vista de la parte superior del edificio

120 Collins Street es un rascacielos de 265 metros (869 pies) de altura situado en Melbourne, Victoria, Australia. Fue construido desde 1989 hasta 1991 y comprende 50 plantas de oficinas.
El edificio fue diseñado por la firma arquitectónica Hassell, en asociación con Daryl Jackson. El ingeniero estructural fue Connell Wagner, y el ingeniero de servicios mecánicos, eléctricos y de incendios fue Lincolne Scott.
120 Collins Street es un edificio de estilo posmoderno que rinde homenaje a los edificios art déco de Nueva York, como el Empire State Building o el Chrysler Building. Esta influencia puede ser apreciada en la fachada de granito del edificio y el mástil central.
El edificio alberga un gran número de inquilinos de alto nivel incluyendo Bank of America, Merrill Lynch, BlackRock, Rothschild, Standard & Poor's, Bluescope Steel, Mitsubishi, Rio Tinto Group, Ord Minnet, además de la oficina de Melbourne de Citigroup.